# Casiano Delvalle
Casiano Delvalle, paragvajski nogometaš, * 13. avgust 1970.
Za paragvajsko reprezentanco je odigral tri uradne tekme.